# Haucourt (Sena Marítimo)
Haucourt é uma comuna francesa na região administrativa da Normandia, no departamento de Sena Marítimo. Estende-se por uma área de 9,95 km². Em 2010 a comuna tinha 204 habitantes (densidade: 20,5 hab./km²).